# Ludwig Justi

Ludwig Justi (1909)

Ludwig Albert Ferdinand Justi (* 14. März 1876 in Marburg; † 19. Oktober 1957 in Potsdam) war ein deutscher Kunsthistoriker und Museumsleiter. Von 1909 bis 1933 war er Direktor der Nationalgalerie Berlin sowie von 1946 bis zu seinem Tode Generaldirektor der Staatlichen Museen zu Berlin (ab 1948 nur für den Ostteil). Besondere Bedeutung erwarb er sich durch den Aufbau des ersten Museums für zeitgenössische Kunst im Kronprinzenpalais, für das er Werke bedeutender Künstler vor allem des Expressionismus sammelte.

## Leben und Wirken
Justi entstammte einer bedeutenden hessischen Gelehrtenfamilie, die seit zwei Jahrhunderten Kunstwissenschaftler hervorgebracht hatte. Sein Onkel Carl Justi gehörte zu den bedeutendsten Kunstgelehrten seiner Zeit.
Ludwig Justi war ein Sohn des Marburger Orientalisten Ferdinand Justi und dessen Ehefrau Helene Schepp. Er legte 1894 am Gymnasium Philippinum Marburg das Abitur ab und begann anschließend ein Studium der Kunstgeschichte an der Universität Bonn und der Universität Berlin. Er wurde im Juli 1898 mit der Arbeit Albrecht Dürer und Jacopo de Barbari promoviert. Anschließend wurde er wissenschaftlicher Hilfsarbeiter an den Königlichen Museen zu Berlin. Er habilitierte sich bereits 1901 mit einer Arbeit über Albrecht Dürer und wurde 1902 Privatdozent bei Heinrich Wölfflin an der Berliner Universität. 

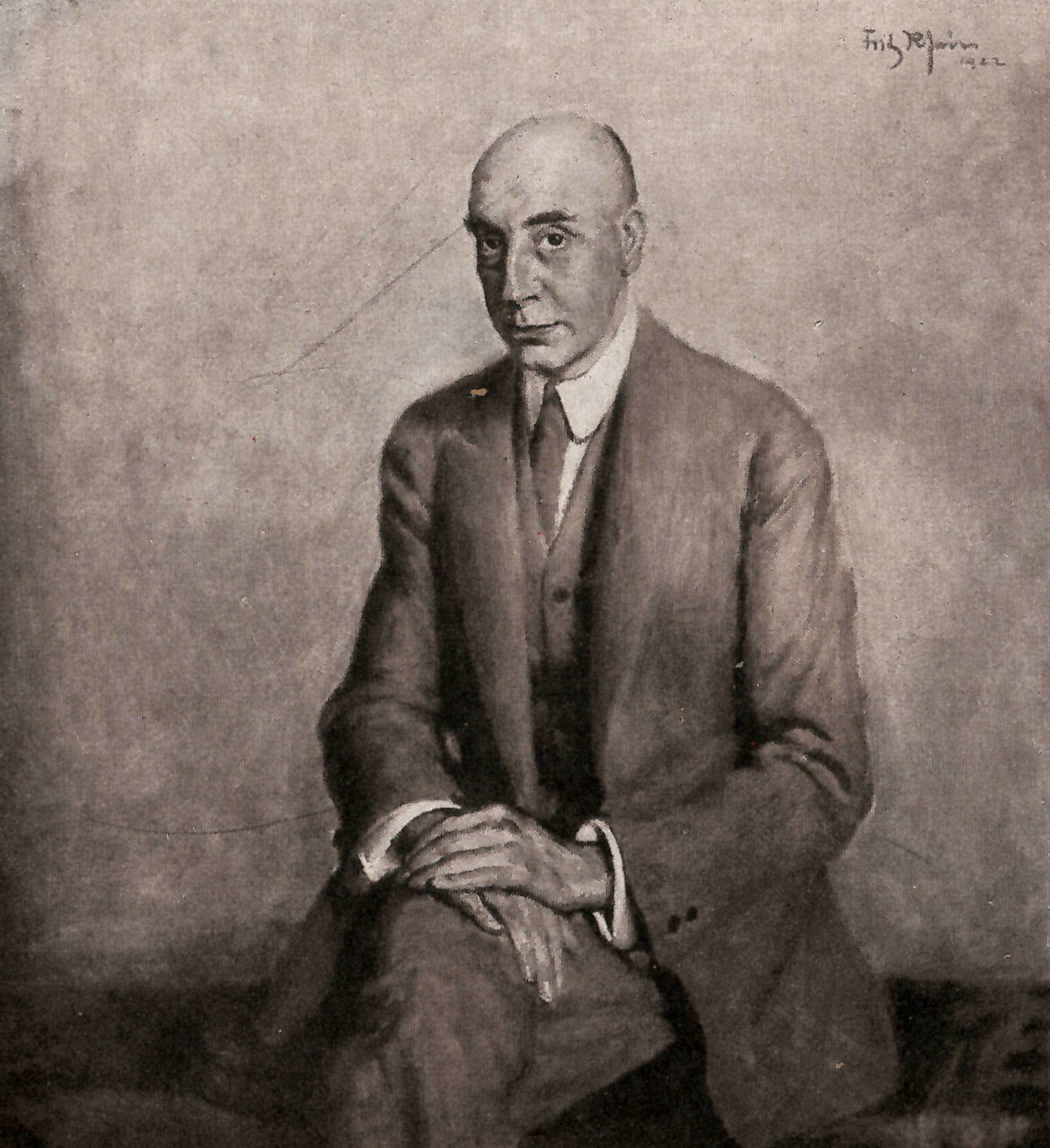
Ludwig Justi, Gemälde von Fritz Rhein.

Ab 1903 lehrte er als außerordentlicher Professor an der Universität Halle. 1904 wurde er zum Direktor des Städelschen Kunstinstituts in Frankfurt am Main berufen. In dieser Zeit erwarb er für die Sammlung ein erstes Werk von Claude Monet sowie das Gemälde „Die Blendung Simsons“ von Rembrandt van Rijns. Sein Plan, die Städelsche Sammlung mit den Städtischen Museen zu vereinigen, stieß jedoch auf Ablehnung, weshalb er schon 1905 wieder zurücktrat. Ihm folgte ihm als Leiter des Städelschen Kunstinstituts Georg Swarzenski, während Justi erster ständiger Sekretär der Preußischen Akademie der Künste in Berlin wurde.
Am 2. November 1909 wurde Justi als Nachfolger Hugo von Tschudis zum Direktor der Nationalgalerie Berlin ernannt. Nach dem Ersten Weltkrieg – Justi nahm von 1914 bis 1918 aktiv teil – errichtete er die Neue Abteilung im Kronprinzenpalais, welche die Nationalgalerie für moderne Kunst erweiterte und als erste und bedeutendste Museumssammlung ihrer Art galt, die den Schwerpunkt auf den Expressionismus legte. Dafür erwarb er u. a. Werke von Vertretern der Künstlergruppe Brücke (Ernst Ludwig Kirchner, Karl Schmidt-Rottluff) sowie von Emil Nolde, Ernst Barlach, Franz Marc, Max Beckmann und Oskar Kokoschka. In dieser Funktion war Justi in eine jahrelange, publizistisch ausgetragene Auseinandersetzung um die Programmatik mit Karl Scheffler verwickelt, die als Berliner Museumskrieg in die Kulturgeschichte der Weimarer Zeit einging. Von 1930 bis 1933 gab er die Zeitschrift Museum der Gegenwart heraus, die den Anspruch hatte, das Sprachrohr für alle zu sein, die an modernen Museumskonzeptionen, Ankäufen, Museumsarchitektur und moderner Kunst im Allgemeinen interessiert waren.
Nach der Machtergreifung der Nationalsozialisten wurde er 1933 aus politischen Gründen abgesetzt. Er lehnte die Frühpensionierung ab und wurde zum Kurator degradiert, in die Kunstbibliothek versetzt und 1941 pensioniert. Publizistisch blieb er jedoch weiter tätig.

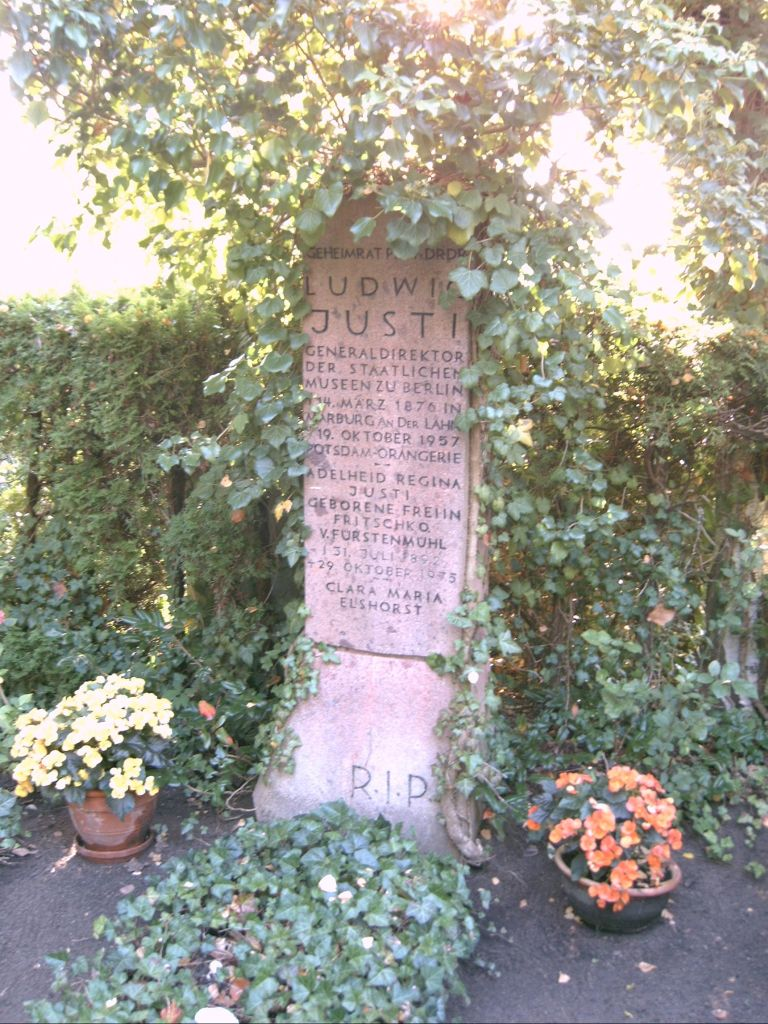
Grab von Ludwig Justi auf dem Bornstedter Friedhof in Potsdam

Nach dem Zweiten Weltkrieg versuchte er, an die Tradition des Kronprinzenpalais anzuknüpfen und war die treibende Kraft bei der Gründung einer Sammlung des 20. Jahrhunderts. Der inzwischen 69-jährige Justi wurde am 17. August 1946 vom damals noch Gesamt-Berliner Magistrat unter Arthur Werner zum Generaldirektor der (ehemals) Staatlichen Museen zu Berlin ernannt. Er wollte zunächst die Lücken im Bereich des Expressionismus durch den Ankauf einiger Hauptwerke füllen, kollidierte damit aber mit Strömungen, die die aktuelle Nachkriegskunst dokumentieren wollten. 
Alle weiteren Bemühungen, sein Lebenswerk wieder neu aufzubauen, waren aber mit der Spaltung des Magistrats im November 1948 und der Gründung der beiden deutschen Staaten 1949 obsolet. Deshalb wurde die Galerie des 20. Jahrhunderts 1949 in West-Berlin ein zweites Mal als städtische Galerie gegründet und musste ihren Bestand erneut aufbauen. Sie ging 1968 in der Neuen Nationalgalerie auf. Justi blieb nach der Spaltung der Staatlichen Museen bis zu seinem Tode 1957 Generaldirektor der im Ostteil Berlins vorhandenen Einrichtungen, der späteren Staatlichen Museen zu Berlin, Hauptstadt der DDR, die insbesondere die auf der Museumsinsel konzentrierten Sammlungen umfassten. Nach dem Rücktritt Paul Ortwin Raves 1950 war Justi zudem in Personalunion erneut Direktor der Nationalgalerie.
Am 24. Februar 1949 wurde Justi zum korrespondierenden Mitglied der Berliner Akademie der Wissenschaften gewählt und im selben Jahr deren ordentliches Mitglied.

## Darstellung Justis in der bildenden Kunst
- Paul Wilhelm: Prof. Dr. Dr. Ludwig Justi (Öl, 96 × 68 cm, 1957)[4]

## Schriften
- Die Neuordnung der Gemälde-Galerie im Städelschen Kunstinstitut zu Frankfurt/Main. In: Museumskunde. 1, 1905.
- Die Zukunft der National Galerie. Berlin 1910.
- Der Ausbau der National-Galerie. Berlin 1913.
- Der Umbau in der National-Galerie. Berlin 1914.
- Offener Brief an Karl Scheffler. In: Zeitschrift für bildende Kunst. (Beilage) 54, 30, 1918/1919.
- Habemus Papam! Bemerkungen zu Schefflers Bannbulle „Berliner Museumskrieg“. Berlin 1921.
- Neue Kunst – ein Führer zu den Gemälden der sogenannten Expressionisten in der National-Galerie, Berlin 1921.
- Deutsche Zeichenkunst im neunzehnten Jahrhundert. Ein Führer zur Sammlung der Handzeichnungen in der Nationalgalerie. (2. Auflage), Julius Bard, Berlin 1922.
- Hans Thoma. Hundert Gemälde aus deutschem Privatbesitz. Berlin 1922.
- Verzeichnis der Schack-Galerie (Vorwort). München 1923.
- Von Corinth bis Klee. Deutsche Malkunst im 19. und 20. Jh. Ein Gang durch die National-Galerie. Berlin 1931.
- Von Runge bis Thoma. Deutsche Malkunst im 19. und 20. Jh. Ein Gang durch die National-Galerie. Berlin 1932.
- Kat. Aus. Wiedersehen mit Museumsgut. Berlin 1946.
- Aufbau der Berliner Museen. In: Zeitschrift für Kunst. 1, 1947.
- Nachruf auf Heinrich Wölfflin. In: Jahrbuch der Akademie der Wissenschaften. 1951.
- Meisterwerke der Dresdner Galerie, ausgestellt in der National-Galerie. Anregungen zum genauen Betrachten. Berlin 1955.
- Thomas W. Gaehtgens, Kurt Winkler (Hrsg.): Werden – Wirken – Wissen. Lebenserinnerungen aus fünf Jahrzehnten. Berlin 2000. ISBN 3-87584-865-9.